# Święta Katarzyna (miejscowość w Egipcie)

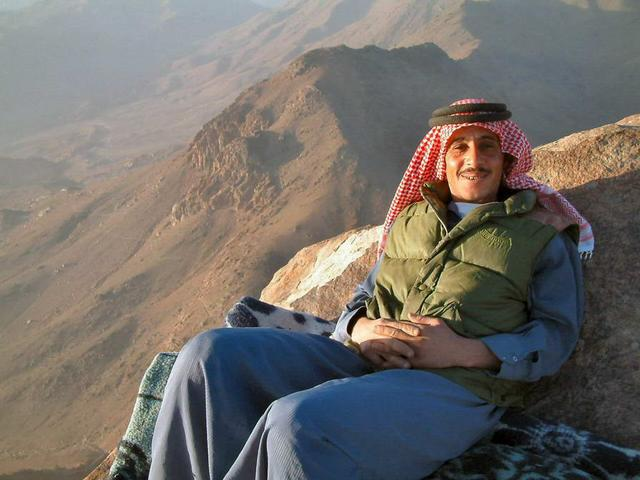
Beduin na Górze Synaj

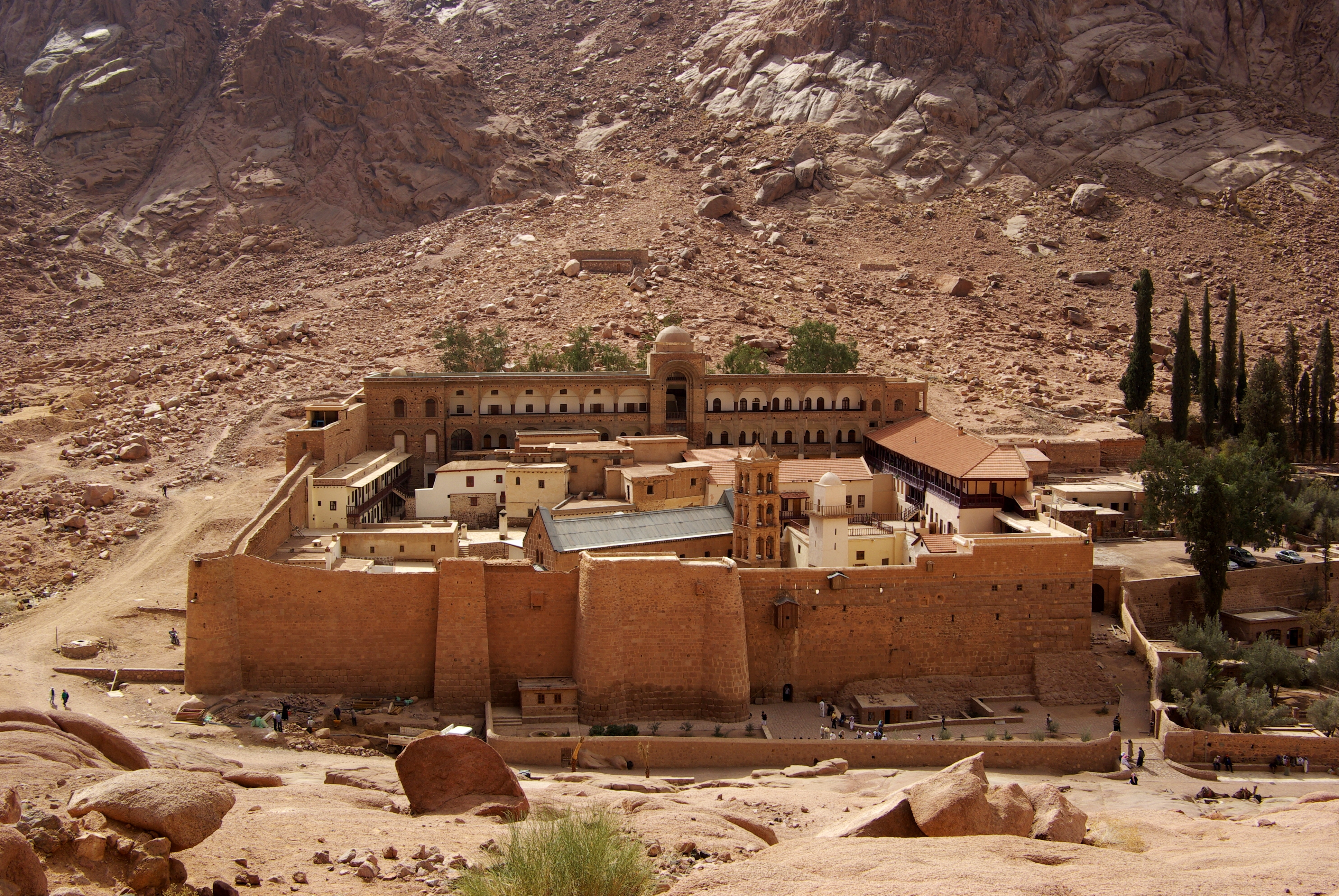
Klasztor Świętej Katarzyny

Święta Katarzyna (arab. سانت كاترين, trl. Sānt Kātrīn, trb. Sant Katrin) – miejscowość w południowej części muhafazy Synaj Południowy w Egipcie.
Nad Świętą Katarzyną wznoszą się: Góra Synaj, gdzie Jahwe przekazał Mojżeszowi Dekalog oraz Góra Świętej Katarzyny – najwyższy szczyt Egiptu.
Obok miejscowości znajduje się klasztor św. Katarzyny (m.in z gorejącym krzewem) i port lotniczy.
Na dużym placu kończą kurs autobusy i znajduje się postój taksówek. Po jednej stronie placu ciągną się arkady z bankiem, kilkoma sklepami i restauracjami, po przeciwnej stronie znajduje się posterunek policji turystycznej oraz mały szpital. W pobliżu meczetu jest poczta. Na końcu drogi, przed klasztorem znajduje się informacja turystyczna tutejszego protektoratu. W miejscowej drużynie piłkarskiej grają wyłącznie Beduini, którzy w ramach treningu dwa razy dziennie wbiegają na górę Synaj i z niej zbiegają.
W miejscowości znajduje się też stacja benzynowa, a przy wjeździe do Świętej Katarzyny punkt kontroli wojskowej.
Ponad 75% mieszkańców stanowią Beduini, pozostałe grupy to: Egipcjanie (20%), Grecy (4%), Rosjanie (1%).